# Dirty Lines
Dirty Lines is een Nederlandse dramaserie, die werd uitgebracht op 8 april 2022 door Netflix. De serie is gebaseerd op het boek 06-Cowboys van Fred Saueressig, dat op zijn beurt weer losjes is gebaseerd op het waargebeurd verhaal van de broers George en Harold Skene met hun sekslijnen bedrijf Teleholding uit 1987.

## Verhaal
De serie speelt zich af in de jaren tachtig, waar de studente Marly een bijbaantje neemt bij het bedrijf Teledutch, die Europa's eerste erotische telefoonlijnen hebben opgezet.

## Rolverdeling
| Acteur               | Personage    |
| -------------------- | ------------ |
| Joy Delima           | Marly        |
| Minne Koole          | Frank        |
| Chris Peters         | Ramon        |
| Julia Akkermans      | Janna        |
| Charlie Chan Dagelet | Natasja      |
| Benja Bruijning      | Leon         |
| Abbey Hoes           | Anouk        |
| Joes Brauers         | Mischa       |
| Michael Muller       | Alexander    |
| Niels van der Laan   | Bram Heimans |
| Eric van Sauers      | Orlando      |
| Alexandra Alphenaar  | Carolien     |
| Pip Lieke Lucas      | Robine       |